# Marianne Hainisch

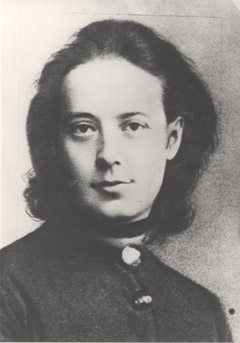
Marianne Hainisch 1872

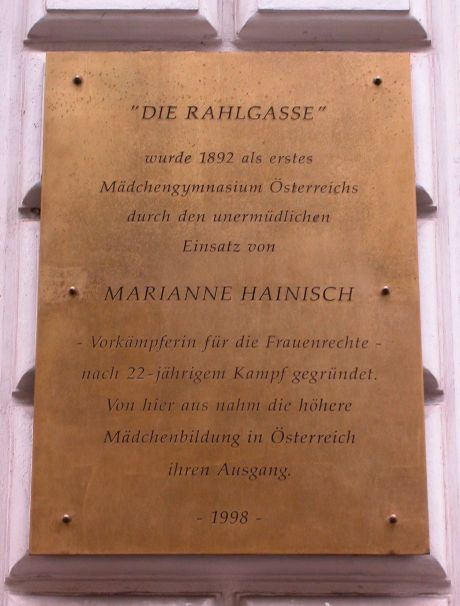
Gedenktafel für Marianne Hainisch in der Rahlgasse (Wien-Mariahilf)

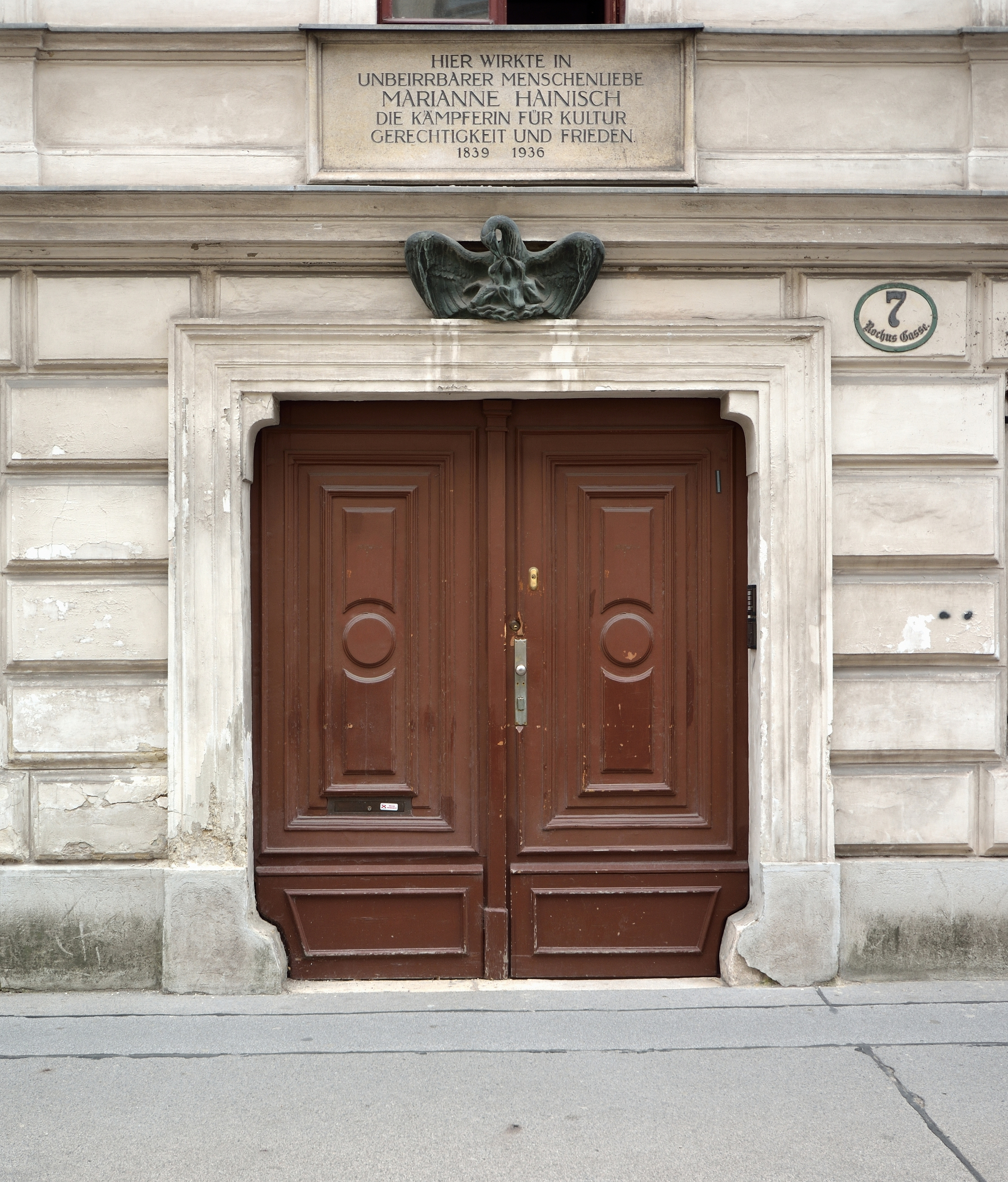
Gedenktafel über dem Eingangstor des Wohnhauses von Marianne Hainisch in der Rochusgasse

Marianne Hainisch (geb. Perger; * 25. März 1839 Baden (Niederösterreich); † 5. Mai 1936 Wien) gilt als zentrale Akteurin der österreichischen bürgerlich-liberalen Frauenbewegung, Pionierin der Mädchenbildung und Initiatorin des Muttertags in Österreich. Sie war die Mutter des ersten österreichischen Bundespräsidenten Michael Hainisch.

## Leben
Marianne Perger wurde als erstes Kind von Maria und Josef Perger in der Kleinstadt Baden bei Wien geboren und wuchs in bürgerlichen Verhältnissen auf. 1857 heiratete sie 18-jährig den Textil-Fabrikanten Michael Hainisch, mit dem sie zwei Kinder hatte; Michael (geb. 15. August 1858) und Maria (geb. 11. Oktober 1860).

### Mädchenbildung
Dass die Industriellengattin und zweifache Mutter zur Pionierin der österreichischen Frauenbewegung wurde, geht auf die soziale Not einer befreundeten Familie zurück. Der Mann war durch die Baumwollkrise nach dem Sezessionskrieg in die Insolvenz geraten und seine Frau konnte keine Beschäftigung finden, die „der sozialen Stellung des Mannes“ entsprach. Auch eine berufliche Ausbildung wurde ihr verwehrt. Hainisch wurde bewusst, dass verheiratete bürgerliche Frauen mit der damaligen, auf die „weibliche Eigenart“ ausgerichteten Bildung keiner standesgemäßen Erwerbstätigkeit nachgehen konnten. Sie hatten damit keine Möglichkeit zum Familieneinkommen beizutragen.
Marianne Hainisch trat dem Wiener Frauenerwerbsverein bei, der 1866 für Frauen der unteren Mittelschicht zu ihrer wirtschaftlichen und handwerklichen Fortbildung gegründet wurde. In ihrer ersten öffentlichen Rede 1870 „Zur Frage des Frauenunterrichts“ anlässlich der dritten Generalversammlung des Wiener Frauenerwerbsvereins forderte Hainisch die Errichtung eines Unter-Realgymnasiums für Mädchen. Hainisch scheiterte jedoch damals mit ihrer Forderung. Dem Vorstand des Wiener Frauenerwerbsvereins war die Idee einer höheren Bildung für Mädchen, die den Inhalten und Erfordernissen eines Knaben-Realgymnasiums entsprach, zu radikal. Statt eines Realgymnasiums für Mädchen beschloss der Vorstand die Gründung einer vierklassigen Höheren Bildungsschule, die 1871 eröffnet wurde.
Erst 22 Jahre nach der von Marianne Hainisch formulierten Forderung wurde 1892 die erste private gymnasiale Mädchenschule im deutschsprachigen Raum vom Verein für erweiterte Frauenbildung ins Leben gerufen. Hainisch war Mitglied dieses 1888 gegründeten Vereins. Die erste Mädchenklasse wurde in den Räumen des Gymnasiums in der Hegelgasse 12 eingerichtet. 1910 übersiedelte die Schule in das Gebäude Rahlgasse 4.

### Bund Österreichischer Frauenvereine
Im Jahr 1902 gründete Hainisch den Bund Österreichischer Frauenvereine (BÖFV) unter der Mitwirkung von 17 Vereinen, dessen Vorsitzende sie bis 1918 war. Der BÖFV sah sich selbst als unabhängige Dachorganisation, auch wenn sich die katholischen und sozialdemokratischen Vereine nicht angeschlossen hatten und sich der Allgemeine Österreichische Frauenverein 1906 vom Bund distanzierte. 1903 wurde der BÖFV als offizieller Vertreter des Internationalen Frauenrats (International Council of Women, ICW) in Österreich anerkannt. Bei der Generalversammlung in Toronto 1909 wurde Hainisch zur Vizepräsidentin des Internationalen Frauenrates gewählt. Diese Funktion übte sie bis 1914 aus.

### Engagement in der Zivilgesellschaft
Marianne Hainisch engagierte sich in einer Vielzahl von Initiativen und Vereinen. Sie war u. a. Teil des Vorstandes der 1894 gegründeten Ethischen Gesellschaft und gehörte dem Zentralausschuss des 1901 ins Leben gerufenen Verein Wiener Settlement an. Ab 1907 war Marianne Hainisch im Österreichischen Bund für Mutterschutz aktiv, der vom Wiener Gynäkologen Hugo Klein (1863–1937) gemeinsam mit dem Pädagogen Wilhelm Jerusalem (1854–1923), dem Politiker Julius Ofner (1845–1924) sowie dem Kinderarzt Josef Karl Friedjung (1871–1946) ins Leben gerufen worden war. Vor dem Ersten Weltkrieg arbeitete sie für die Fürsorge und in der Friedensbewegung mit Bertha von Suttner zusammen, nach deren Tod 1914 sie die Leitung der Friedenskommission im Bund Österreichischer Frauenvereine übernahm.

### Politikerin
Als Mitglied der Bürgerlich Demokratischen Partei kandidierte sie 1919 bei der Wahl zum Niederösterreichischen Landtag. Die Partei bekam jedoch nicht genügend Stimmen, um in den Landtag einziehen zu können. Trotzdem engagierte Hainisch sich fortlaufend im politischen Feld. Hainisch wurde Präsidentin der 1929 gegründeten Österreichischen Frauenpartei, „die es den Frauen bei Ausübung des Wahlrechts endlich ermöglichen soll, ihren gerechten Forderungen Geltung zu verschaffen.“

### Publizistin
Über 130 Artikel von Marianne Hainisch erschienen zwischen 1872 und 1933 in 15 unterschiedlichen Medien. Zahlreiche ihrer Vorträge wurden abgedruckt. Ihre Autobiographie mit dem Titel „Erinnerungen aus meinem Leben“ blieb unveröffentlicht. Hainisch führte fast während ihres gesamten Lebens Tagebücher. Kopien von über 40 Tagebüchern, die Hainisch zwischen ihrem 31. und 95. Lebensjahr verfasst hat, sind für Forschende in der Sammlung Frauennachlässe am Institut für Geschichte der Universität Wien zugänglich.

### Muttertag
Marianne Hainisch gilt als die Initiatorin des Muttertags in Österreich, der seit 1924 in Österreich gefeiert wird. Obwohl Hainisch maßgeblich an den Bemühungen um die Einführung dieses Gedenktages beteiligt war, lässt sich dessen Etablierung nicht einer einzelnen Person oder Institution zuschreiben. Ihre damalige Rolle als Mutter des Bundespräsidenten Michael Hainisch förderte jedoch die Bekanntheit und die Verbreitung dieses Gedenktages.
1927 schuf Arnold Hartig eine Porträtmedaille von ihr (verso ihr Autograph).
Sie starb 1936 mit 97 Jahren und wurde in Eichberg begraben.

## Gedenken
Die Wohnhausanlage im 3. Wiener Gemeindebezirk (Petrusgasse 15, Landstraßer Hauptstraße 149) wurde 1949 nach Marianne Hainisch benannt. 1976 wurde in ihrer Geburtsstadt Baden ein Denkmal für sie errichtet. Im Jahr 2002 wurde in Wien-Landstraße (3. Bezirk) die Marianne-Hainisch-Gasse nach ihr benannt.

## Schriften (Auswahl)
- Zur Frage des Frauenunterrichts, Vortrag gehalten bei der dritten General-Versammlung des Wiener Frauen-Erwerb-Vereines, 1870 Volltext online.
- Die Brodfrage der Frau, 1875 Volltext online.
- Ein Mutterwort über die Frauenfrage. Vortrag, gehalten am 1. Feb. 1892 zu Wien im „Verein für erweiterte Frauenbildung“, 1892 Volltext online.
- Seherinnen, Hexen und die Wahnvorstellungen über das Weib im 19. Jahrhundert, 1896
- Frauenarbeit, 1911 Volltext online.
- Die Mutter, 1913 Volltext online.
- Neuausgabe zum 80. Todestag Hainischs, hrsg. von Thierry Elsen und Simone Stefanie Klein. Versehen mit einem kritischen Kommentar (T. Elsen), einem annotierten Bildteil (S. Klein), sowie mit einem Geleitwort von Eleonore Hauer-Rona. edition libica, Wien 2016, ISBN 978-3-903137-03-5.
- Das Buch des Hauses. Modernes Auskunftswerk für alle Mitglieder des Haushaltes, 1932.[21]
- Autobiografie (1929), in: Elga Kern (Hrsg.): Führende Frauen Europas, München 1999 [1928], S. 15–21.